# Hydrostachyaceae
Hydrostachyaceae is een botanische naam, voor een familie van tweezaadlobbige planten. Een familie onder deze naam wordt vrijwel universeel erkend door systemen van plantentaxonomie, en zo ook door het APG-systeem (1998) en het APG II-systeem (2003). Het gaat om een kleine familie van één geslacht (Hydrostachys), van planten die meestal in het water groeien.
In het Cronquist-systeem (1981) werd de familie ingedeeld in de orde Callitrichales; in het Wettstein-systeem (1935) was de plaatsing in de orde Rosales.
Ook de spelling Hydrostachydaceae is wel gebruikt.